# Tecnologia e logistica nella seconda guerra mondiale

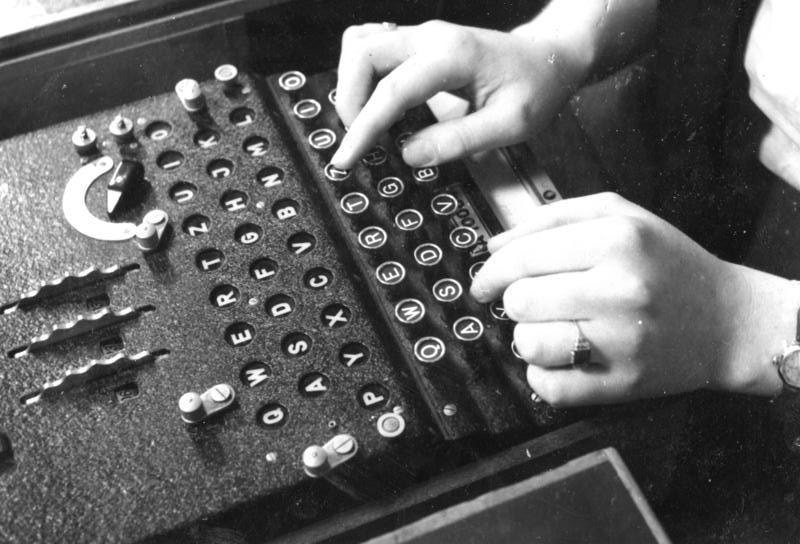
Una macchina crittografica tedesca Enigma del 1943.

Ebbero un ruolo decisivo tecnologia e logistica nella seconda guerra mondiale, sia per lo svolgimento, sia per i suoi esiti: fu dunque guerra totale, per la prima volta, anche in questi settori. Se infatti durante la Grande Guerra erano già comparse molte innovazioni, spesso a livello di prototipo, fu solo nel secondo conflitto mondiale che esse conquistarono un'importanza enorme. Ricordiamo, tra gli altri, l'aeronautica militare, con l'arma micidiale del bombardamento aereo, i carri armati, i sottomarini, la crittografia.
Anche le strutture economico-logistiche ebbero un ruolo importantissimo, insieme con le dinamiche demografiche (la consistenza delle forze armate, a fronte dei milioni di morti), per decretare la vittoria alleata: gli Alleati vinsero e l'Asse perse, almeno in parte, perché i primi avevano molte più risorse produttive, e furono in grado di trasformare queste risorse in un maggior numero di soldati e di armi rispetto all'Asse. Questo fu vero soprattutto per gli Stati Uniti, la cui economia stava uscendo da una crisi di sottoconsumo. A questo fattore macroeconomico di base si devono aggiungere due importanti innovazioni: lo studio teorico sistematico dei problemi logistici, che diede vita alla ricerca operativa, una scienza completamente nuova in grado di studiare ed ottimizzare una serie di fenomeni legati alla distribuzione, alla composizione, al carico merci eccetera.
Quanto al potenziale industriale, il vantaggio era sicuramente degli Alleati. Nel 1938, un anno prima della Seconda guerra mondiale, gli Stati Uniti, l'Unione Sovietica e la Gran Bretagna in totale costituivano il 60% della capacità mondiale di produzione industriale; mentre le Potenze dell'Asse raggiungevano insieme solo il 17%.

## Armi e tecnologia bellica
La Seconda guerra mondiale fu il conflitto che vide più di ogni altro, nel passato, l'enfatizzazione nella ricerca e sviluppo di nuove armi: le sperimentazioni furono addirittura migliaia; in particolare da parte della Germania e degli Stati Uniti, ma con alcune ricerche notevoli anche in altre nazioni.
Alla vigilia della guerra, la maggior parte degli eserciti disponeva di armamenti tecnologicamente aggiornati agli anni trenta: alcuni anche molto innovativi (specie nel settore aeronautico), ma nella maggior parte dei casi si trattava più che altro di modelli ispirati alla prima guerra mondiale (se non addirittura gli stessi armamenti, semplicemente revisionati o migliorati). Ad esempio, i vari fucili a otturatore girevole-scorrevole costituivano ancora l'armamento standard di tutti gli eserciti. In soli sei anni, dallo scoppio della guerra il 1º settembre 1939, sino al termine del conflitto il 2 settembre 1945, la qualità media degli armamenti crebbe enormemente, e divenne talmente elevata che molte delle armi sviluppate all'epoca si possono considerare a tutt'oggi tatticamente valide e molto efficaci: ad esempio la mitragliatrice tedesca MG42 o il lanciarazzi americano bazooka. Sempre a tutt'oggi, molte delle armi moderne possono considerarsi evoluzioni dirette di armi della Seconda guerra mondiale, nonostante sia passato moltissimo tempo. Ad esempio, il concetto di "fucile d'assalto" è stato introdotto con l StG44, ancora oggi usato da varie forze irregolari soprattutto nei teatri di guerra africani.
Nella Seconda guerra mondiale, l'introduzione di nuovi armamenti e tecnologie di guerra, o la mancanza di armamenti appropriati alla situazione del momento, da una parte o dall'altra delle nazioni in conflitto, influenzò l'esito di molte battaglie; se non l'esito di intere campagne militari. Ad esempio, la battaglia d'Inghilterra fu vinta dalla Royal Air Force sostanzialmente per tre motivi: il tempestivo sviluppo e costruzione, proprio sul finire degli anni trenta, di un'adeguata forza di difesa aerea coordinata con una rete di stazioni radar; e la mancanza, da parte della Luftwaffe, sia di un vero bombardiere strategico (magari paragonabile al B-17 Flying Fortress statunitense), sia di un efficace caccia di scorta a lungo raggio (il pur valido Messerschmitt Bf 109 tedesco soffriva di un'autonomia di volo troppo limitata per un impiego strategico).
Alcuni armamenti e tecnologie ebbero più peso della politica e della diplomazia. Ad esempio, nel 1943, la Germania fu quasi sul punto di convincere la Turchia ad entrare in guerra a fianco dell'Asse, semplicemente mostrando ai turchi il nuovo, potente carroarmato Panzer VI Tiger I; sul quale i tedeschi fondavano grandi speranze per la vittoria sul fronte orientale. In Estremo oriente, nel 1945, soltanto l'impiego della bomba atomica da parte degli USA, con la conseguente tremenda distruzione delle città nipponiche di Hiroshima e Nagasaki, convinse il tenace popolo giapponese ad arrendersi.
Altri armamenti e tecnologie, introdotti nel corso della Seconda guerra mondiale, ridussero quasi alla disperazione alcune specialità militari. Ad esempio, dal 1943, la progressiva installazione dell'Asdic o Sonar sulle navi da guerra della Royal Navy e della US Navy (rispettivamente, la Marina Militare britannica e statunitense) per dare la caccia ai sommergibili tedeschi, innalzò drammaticamente il tasso di mortalità degli equipaggi di U-Boot germanici, che superò addirittura il 90% entro la fine della guerra (il tasso di mortalità più alto in assoluto fra tutte le specialità militari che parteciparono al conflitto). Eppure, la Kriegsmarine (la Marina Militare tedesca) sino al maggio 1945 (ovvero, fino a pochissimi giorni prima del termine della Guerra in Europa) persistette tenacemente nell'effettuazione di numerose missioni U-Boot, in pieno Oceano Atlantico e senza alcuna possibilità, per gli equipaggi dei sommergibili tedeschi, di ricevere alcun appoggio; né dall'aviazione, né dalle navi da guerra tedesche.
Con simile livello di disperazione, dal 1944 i Giapponesi dovettero far ricorso alla nuova tattica del kamikaze, nel tentativo di affondare le navi nemiche, ormai diventate troppo numerose e ben difese da un'aviazione di superiore qualità e quantità. Inizialmente, i primi kamikaze giapponesi si precipitavano sulle navi nemiche con aerei carichi di bombe; poi i giapponesi inventarono una vera e propria "bomba volante per kamikaze", denominata MXY7 Ohka, che impiegarono con relativo successo nelle battaglie aeronavali del 1945, col sacrificio di piloti volontari anche giovanissimi (15-16-17 anni).
Infine, l'impiego delle cosiddette "superarmi" caratterizzò l'ultimo anno della guerra. In questo campo i tedeschi si rivelarono dei veri e propri pionieri, nella ricerca e sviluppo di armi tecnologicamente avanzate. La Germania, in un ultimo disperato tentativo di capovolgere le sorti del conflitto, nel 1944 schierò varie "superarmi": i caccia a reazione Messerschmitt Me 262 e Me 163, il bombardiere a reazione Arado Ar 234; nonché armi di uso prettamente "terroristico", come la bomba volante V1 e il missile balistico V2, che complessivamente causarono migliaia di morti fra i civili britannici. Nel frattempo, anche i carri armati evolsero fino a diventare quasi delle "superarmi", considerando ad esempio il Koenigstiger o lo Jagdtiger: mezzi corazzati tuttora impressionanti, che pesavano anche il triplo dei primi carri schierati in guerra nel 1939. Ancora nel 1945, quando ormai la guerra volgeva alla conclusione, i tedeschi continuavano a lavorare su progetti avveniristici; come il sottomarino classe U-Boot Tipo XXI, il cui primo ed unico esemplare U-2511 riuscì a salpare per la guerra in Atlantico il 30 aprile 1945 (appena 8 giorni prima dell'armistizio); oppure come il rivoluzionario cacciabombardiere a reazione Horten Ho 229, precursore dei moderni bombardieri stealth (ovvero invisibili ai radar), che i tedeschi fecero in tempo a collaudare e mettere in produzione, ma non ad impiegare in battaglia.

### Servizi segreti e operazioni commando
Durante la Seconda guerra mondiale, maggiormente che nella Prima, e più che in altre guerre del passato, i servizi segreti delle varie nazioni si sfidarono per carpire al nemico informazioni di ogni genere. Inoltre, nacquero reparti speciali di commando che effettuarono numerose missioni di sabotaggio, nel tentativo di conseguire risultati utili a definire il corso della guerra.
Uno dei maggiori successi conseguiti dai Servizi Segreti britannici avvenne nel maggio 1941; quando i britannici riuscirono fortuitamente ad impadronirsi di un esemplare della macchina crittografica Enigma, che i tedeschi usualmente impiegavano per la codifica e decodifica di messaggi cifrati segreti, per impartire ordini operativi alle proprie forze armate. Grazie a questa macchina, intercettando i messaggi crittografati dei tedeschi, i servizi segreti britannici riuscirono a scoprire ed anticipare molti movimenti del nemico; in particolare per ciò che riguardava le operazioni navali in Atlantico e nel Mediterraneo. Poiché i tedeschi ritenevano che il sistema crittografico di Enigma fosse molto sicuro, ed ignoravano che una delle loro macchine segrete fosse caduta in mano al nemico, tardarono molto (oltre un anno) a rendersi conto che i loro messaggi segreti erano costantemente spiati.
Tra le operazioni di commando più famose della Seconda guerra mondiale, spiccano le ripetute azioni condotte da unità norvegesi, agli ordini dei servizi segreti britannici ed aiutate dalla Resistenza norvegese, le quali fra il 1942 ed il 1944 attaccarono ripetutamente la fabbrica Norsk Hydro per la produzione di acqua pesante situata a Vemork, in Norvegia. Tale impianto, controllato dai tedeschi, protetto da montagne e fortemente sorvegliato, faceva parte del programma nucleare tedesco. A tutt'oggi non è abbastanza chiaro se e quanto gli scienziati tedeschi, all'epoca, fossero arrivati vicino a realizzare una bomba atomica. Ma, senza dubbio, gli attacchi condotti dai commando norvegesi ritardarono enormemente la produzione dell'acqua pesante necessaria per avviare il funzionamento di un reattore nucleare; pertanto contribuirono a vanificare gli sforzi tedeschi per la realizzazione dell'arma atomica.

### La Germania e i codici di fabbricazione
Durante la seconda guerra mondiale su direttiva del ministero degli armamenti (ministro Albert Speer), l'industria bellica doveva aggiungere un codice identificativo al tradizionale logo industriale, che identificava l'industria e la fabbrica di costruzione.
Ad esempio i codici identificativi erano:
- amn della Mauser-Werke KG a Neuwied;
- bl della Radio H. Mende u. Co. a Dresda;
- bm della Allgemeine Elektrizitäts-Gesellschaft (AEG), Abeteilung Zählerfabrik a Berlino.

Per l'industria ottica i codici identificativi erano:
- b e h della Ernst Leitz a Wetzlar;
- b l c della Carl Zeiss a Jena;
- c a g della D. Swarovski Wattens/Tirolo Austria, per i binocoli;
- j o n della Voiglander-Gevaert a Berlino, per gli apparati fotografici.

L'aggiunta di questi codici era motivata dalla paura di azioni di sabotaggio e dall'inizio dei bombardamenti alleati sulle fabbriche che contribuivano allo sforzo bellico nazista.

## Economia e logistica

### Il colosso economico USA
Gli Stati Uniti furono senza dubbio, e di gran lunga, di grande supporto della vittoria alleata nella Seconda guerra mondiale dal punto di vista della produzione bellica e industriale, nonché dal punto di vista finanziario. Sia la Gran Bretagna che l'Unione Sovietica ricevettero quantità enormi di armi e rifornimenti dagli Stati Uniti, secondo la Legge americana Lend Lease, voluta dal Presidente Roosevelt. Anche Francia e Cina beneficiarono di questa Legge.
In totale l'aiuto ammontò a 46 miliardi di dollari così ripartiti
Impero Britannico $30,2 miliardi

Unione Sovietica $9,3 miliardi

Francia $1,4 miliardi

Cina $630 milioni

America Latina $420 milioni
Nel 1941, ossia nell'anno in cui l'Unione Sovietica sofferse le più grandi perdite in uomini, mezzi e territorio gli aiuti furono di poca importanza, infatti l'armata rossa su un totale di 1,76 milioni di fucili, armi automatiche e mitragliatori, 53.700 pezzi di artiglieria e mortai, 5.400 carri armati e 8.200 aerei ricevette dagli alleati inglese e americano solo 82 pezzi di artiglieria (0,15%), 648 carri armati (12,14%) e 915 aeroplani (10,26%). Inoltre 115 carri dei 466 prodotti dal Regno Unito non arrivarono al fronte il primo anno di guerra.
Gli aiuti inviati all'Unione Sovietica furono importanti per rinforzare l'Armata Rossa dopo il 1942. Complessivamente, dal 1942 al 1945, gli Stati Uniti inviarono all'Unione Sovietica circa 38.000 fra caccia e bombardieri e aerei vari, ovvero il 12,7% della produzione statunitense di aerei militari; nonché il 23,3% della produzione statunitense di carri armati (soprattutto M4 Sherman) e veicoli terrestri (soprattutto da trasporto); il 39,5% di vari prodotti industriali (ad esempio: 1.981 locomotive ferroviarie); il 19,8% della produzione agricola; il 2,6% della produzione di bombe e munizioni; il 2,1% dei prodotti petroliferi (tra i quali benzina ad elevato numero di ottani, essenziale per l'Aviazione Militare sovietica). Nello stesso periodo, dal 1942 al 1945, dal punto di vista finanziario, gli Stati Uniti fornirono aiuti (a seconda delle diverse fonti tra i 9 e gli 11 miliardi di dollari); cifra che, per fare un paragone, corrispondeva a circa la metà dei danni di guerra subiti dall'Unione Sovietica, valutati complessivamente da Stalin nel 1945 in circa 20 miliardi di dollari USA. Pertanto, il contributo industriale ed economico degli Stati Uniti, sebbene non decisiva, fu importante per la vittoria sovietica sul Fronte Orientale..
Sulla rilevanza degli aiuti materiali americani all'Unione Sovietica, durante la guerra fredda si è sviluppata una complessa polemica tra storici. Dal punto di vista quantitativo, i rifornimenti di armi americane per l'Armata Rossa non superarono il 10% del totale degli armamenti impiegati dall'Armata Rossa (il restante 90% fu prodotto direttamente dai sovietici). Molta maggiore importanza ebbero indubbiamente le forniture di autoveicoli, in specie autocarri pesanti e jeep, consentendo alle industrie sovietiche di non sprecare tempo, risorse e manodopera per produrne; nonché di materie prime critiche quali acciaio, rame, alluminio, benzina pregiata, forniture alimentari, eccetera che effettivamente furono di inestimabile aiuto per lo sforzo bellico sovietico. Dal punto di vista qualitativo, alcune armi americane erano di qualità leggermente inferiore alle corrispettive sovietiche; mentre altre erano molto valide e furono ben accettate dai sovietici: ad esempio, il caccia Bell P-39 Airacobra. Dal punto di vista aeronautico, in particolare, le forniture di aerei dagli USA non aiutarono l'URSS nel 1941 ma iniziarono a dispiegare il loro effetto a partire dal 1942, quando la maggior parte delle fabbriche di aerei e motori aeronautici sovietici erano oramai trasferite al di là dei Monti Urali. Al di là degli aiuti materiali, è comunque innegabile che il denaro prestato dagli USA contribuì grandemente a sostenere l'economia sovietica, e conseguentemente rese possibile il notevole incremento della produzione bellica dell'URSS a partire dalla metà del 1942.
Anche la Gran Bretagna e il Commonwealth ricevettero dagli Stati Uniti una tale quantità di aiuti economici e di rifornimenti militari, che da soli favorirono in grande misura la vittoria contro la Germania e le Potenze dell'Asse in generale. Dal punto di vista finanziario, la sola Gran Bretagna ricevette in prestito l'enorme cifra di 27 023 000 000 dollari USA dal 1940 al 1945 (praticamente, il finanziamento di gran parte della spesa di guerra britannica); ed altri 3 050 000 000 dollari USA andarono ai Paesi del Commonwealth. Quanto ai rifornimenti di armi e prodotti vari, l'aiuto fu più differenziato ma comunque consistente rispetto a quello erogato all'Unione Sovietica: circa 63.000 fra caccia e bombardieri e aerei vari, ovvero il 21% della produzione statunitense di aerei militari; nonché il 13,5% della produzione statunitense di carri armati e veicoli terrestri; il 20,5% di vari prodotti industriali; il 15,1% della produzione agricola; il 10,8% della produzione di bombe e munizioni; il 12% dei prodotti petroliferi.
Ma il dato forse più impressionante, del colosso industriale ed economico USA, fu che il PIL nazionale durante la Guerra segnò una crescita del 50%, sicuramente stimolato dall'enorme impegno bellico su due giganteschi teatri di operazioni (Europeo e Pacifico) e dagli aiuti internazionali erogati. Tuttavia, all'inizio della guerra, la potenza industriale e finanziaria degli Stati Uniti fu paradossalmente sottovalutata dalle Potenze dell'Asse, che soltanto dal 1943 iniziarono a rendersi conto della loro posizione di enorme svantaggio. In quell'anno, ad esempio, la produzione di navi da guerra negli Stati Uniti fu dieci volte superiore alla produzione di navi da guerra nemiche; e la flotta mercantile statunitense passò dalle 4.268 navi del 1942 alle 12.875 navi nel 1945: ovvero, i cantieri navali statunitensi riuscivano a produrre molte più navi di quante gli U-Boot tedeschi e le navi da guerra giapponesi riuscissero ad affondarne.